# Cantó de Perpinyà-2
El cantó de Perpinyà-2 és una divisió administrativa francesa, situada a la Catalunya del Nord, al departament dels Pirineus Orientals. És el número 7 dels cantons actuals de la Catalunya del Nord.

## Composició fins al 2015
El cantó de Perpinyà-2 estava format fins al 2015 per una part de la ciutat de Perpinyà (capital del cantó), que aplegava els barris de
- Centre de la vila (part est)
- Sant Jaume
- Sant Joan
- La Bassa
- Les Muralles

El cantó fou creat pel decret n. 85-149 del 31 de gener del 1985.

## Composició a partir del 2015

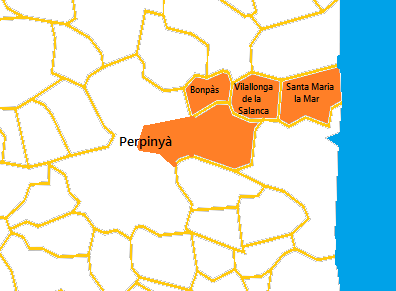
Cantó de Perpinyà 2

El 2014, aplicat a partir de les eleccions departamentals del 2015, l'antic Cantó de Perpinyà-2 ha quedat integrat en el Cantó de Perpinyà-5, i el nou Cantó de Perpinyà-2 agrupa ara els districtes del nord-est de Perpinyà que antigament formaven part del Cantó de Perpinyà-7, i les poblacions de Bonpàs, Vilallonga de la Salanca i Santa Maria la Mar.
El sector de Perpinyà comprès en aquest nou cantó de Perpinyà-2 és el situat a l'est de l'eix de les vies públiques i límits següents: des del límit territorial de la comuna de Bonpàs, al sud del Tet i à l'est de la Bassa, la Passarel·la, curs de François Palmarole, plaça de la Victòria, carrer del Castillet, plaça de Josep Sebastià Pons, carrer de Pierre de Ronsard, carrer de Michel de Montaigne, carrer de Montesquieu, bulevard de Jean Bourrat, avinguda de Rosette Blanc, carrer de Gustave Violet, carrer d'Arístides Maillol, carrer de Les Coves, carrer de la Ribera, carrer de Paul Rubens, carrer de les Set Primadies, avinguda de Jean Mermoz, fins al límit territorial de la comuna de Cabestany. Es tracta, així, doncs, de tot el sector nord-est de la ciutat de Perpinyà amb l'afegitó dels tres pobles esmentats.
La capitalitat del cantó se situa a la ciutat de Perpinyà.

## Consellers generals
| Data d'elecció | Identitat               | Partit          | Qualitat                                                                 |
| -------------- | ----------------------- | --------------- | ------------------------------------------------------------------------ |
| 1973-1992      | Jacques Farran          | DVD després UDF | Diputat (1986-1993) Adjunt al batlle de Perpinyà                         |
| 1992 - 1998    | Bernard Nicolau         | UDF             | ...                                                                      |
| 1998 - 2004    | Madeleine Carbonell     | UDF             | ...                                                                      |
| 2004 - 2011    | Henri Carbonell         | UMP             | Diputat suplent                                                          |
| 2011 - 2015    | Jean-Louis Chambon      | PS              | Batlle de Cànoes                                                         |
| 2015 - 2021    | Joëlle Anglade Jean Sol | UMP             | Adjunt al batlle pel Barri Est de Perpinyà Conseller municipal de Bonpàs |